# Freche Hus

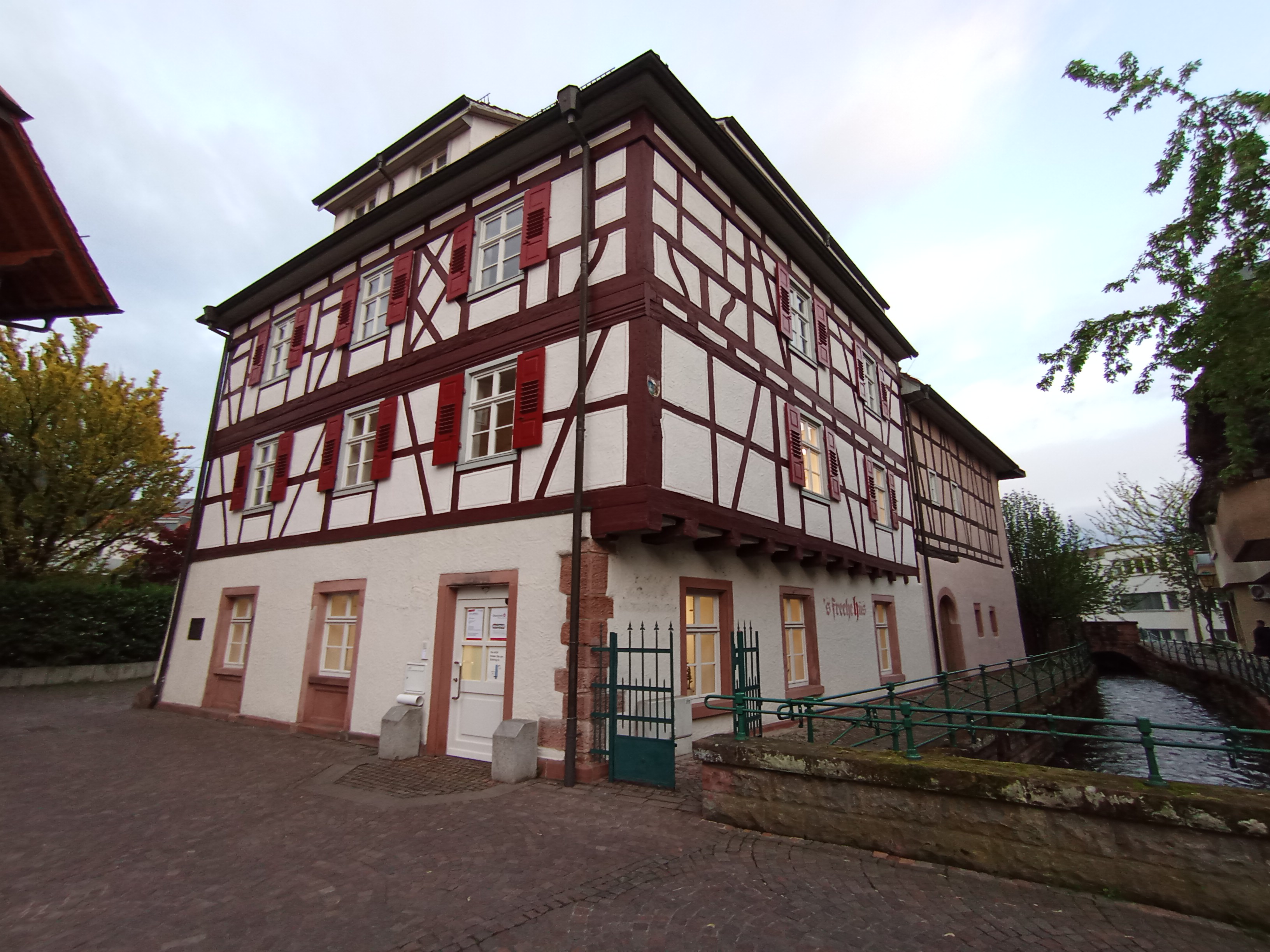
Das Freche Hus

Das Freche Hus, umgangssprachlich ’s Freche Hus, ist ein historisches Gebäude am Mühlbach und der Stadtmauer in der Innenstadt von Oberkirch.

## Beschreibung

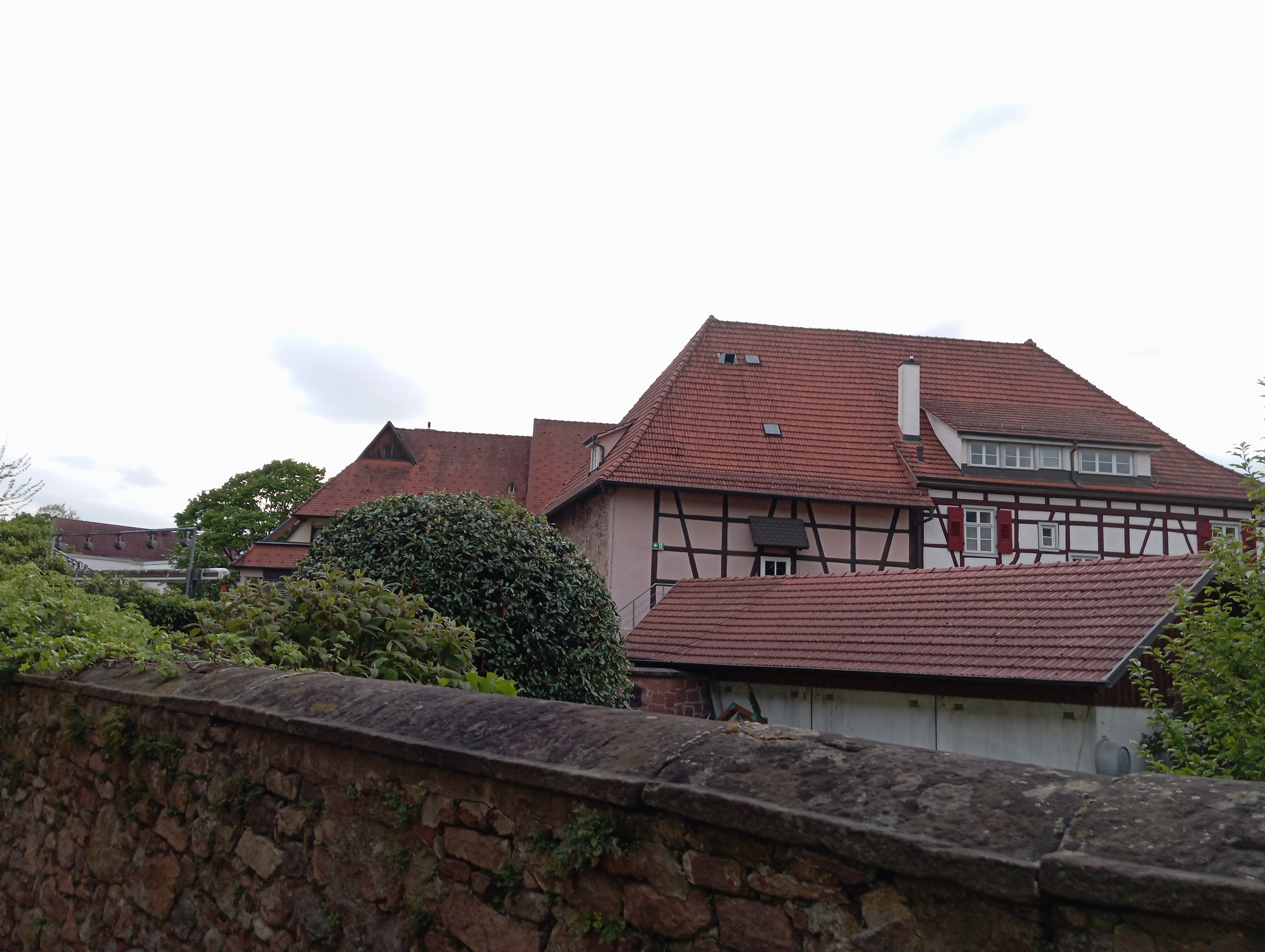
Ostseite mit äußerer Stadtmauer

Das Fachwerkhaus mit massivem Erdgeschoss wurde 1696 nach dem Stadtbrand von dem Gerber Matis Gebert errichtet. Am nördlichen Eingang befinden sich zwei alte Schlusssteine eines Eingangsportals des mittelalterlichen Vorgängerbaus. Am Eckpfosten sind das Zunftzeichen der Gerber und die Jahreszahl des Hauses eingeritzt. Die Südseite besteht vollständig aus der mittelalterlichen Stadtmauer inklusive einer Schießscharte, während die äußere, kleinere Stadtmauer wenige Meter vom Haus entfernt steht.

## Geschichte
Der Name des Gebäudes erinnert an die Familie Frech, die längere Zeit in dem Haus wohnte, wobei „Haus“ im dortigen Dialekt „Hus“ genannt wird. Es ist das Elternhaus des Advokaten Friedrich Frech, der sich in der Badische Revolution besonders engagierte und in Oberkirch viele aufweckende Reden hielt u. a. noch nach der verbotenen Oberkircher Volksversammlung. Friedrich Frechs gleichnamiger Sohn war Apotheker und erwarb das Gebäude 1876, nachdem sein Vater nach Nordamerika floh. 1989 kaufte und renovierte die Stadt das Freche Hus. Seitdem bietet das Gebäude als Kulturzentrum Räumlichkeiten für eine Kleinkunstbühne, eine Bühne im Innenbereich sowie eine Freilichtbühne mit Platz für bis zu 200 Besucher. Zudem entstanden Büro- und Nutzflächen.

## Kultur
Im Freche Hus finden auf den Bühnen regelmäßig Veranstaltungen statt, darunter Konzerte und Theateraufführungen vom Theater-Verein Burgbühne und der Theater-AG Junge Bühne. Das kommunale Kino zeigt im Haus Filme. Im Sommer werden Open-Air-Veranstaltungen durchgeführt.